# Rhinos Milano 2019
Questa voce raccoglie le informazioni riguardanti i Rhinos Milano nelle competizioni ufficiali della stagione 2019.

## Roster
| Roster dei Rhinos Milano (2019) |
| --- |
| Quarterback - 1 Raven Phoenix Ines - 64 Lorenzo Colombo Running Back - 22 Cristian Gerges - 44 David Gogat Wide Receiver - 2 Pietro Elmi - 3 Gabriele Goria - 11 Gabriele Arioli - 17 Alessandro Peveraro - 18 Jaden Myhre - 82 Leonardo Cambrisi - 84 Ruggero Attilio Guillet - 85 Niccolò de Vecchi - 87 Simone Boni - Luca Maria Mattiocco Offensive Linemen - 60 Davide Bersanetti - 62 Nicholas la Grassa - 66 Dario Todisco - 72 Giacomo Folci - 74 Leonardo Pracchi - 78 Carmelo Votta - 79 Marco Massironi Defensive Linemen - 54 Filippo Ongari - 69 Simone Esposito - 73 Giorgio Mattachini - 77 Adel Mattia Wajid - 90 Luca Bettale - 91 Edoardo Maria Colombo - 92 Alessandro Cerbone - 97 Raffaele Tortora - Manuel Colaps - Manuel Nabil Halim Linebacker - 5 Gianluca Romanò - 6 Marco Capelli - 8 Riccardo de Mas - 10 Michele Vitarelli - 13 Alessandro Faoro - 15 Luca Gravina - 31 Marcello Elmi - 36 Ariel Niccolò Natale - 53 Andrea Basso - 54 Giuseppe Garufo - 93 Samuele Marotta - Riccardo Alberti - Matteo Anfurio Defensive Back - 3 Riccardo Restelli - 14 Pietro Silleni - 16 Noah Milani CB - 18 Andres Bertazzi CB - 19 Francesco Roccotiello - 21 Giorgio Cefis - 23 Jim Alojado - 24 Giovanni Tatoli - 28 Luca Vanni - 42 Luca Assemian Special Team Coaching staff Matteo Piccoli (HC/OC) · Pietro Marotta (DC) · Corrado Camerino (OL) · Giorgio Sivocci (QB) · Francesco Gaudio (RB) · Luciano Slavazzi (DL) · Gianluca Spinelli (LB) · Carlo Palazzolo (DB) |

## Seconda Divisione FIDAF 2019

### Stagione regolare
| Vedano Olona 9 marzo 2019, ore 18:30 | Skorpions Varese | 10 – 24 (0-7 3-7 7-7 0-3) referto | Rhinos Milano | Campo Sportivo Comunale (120 spett.)\| Arbitro: \| B. Jovanovic \| |
| Arbitro:                             | B. Jovanovic     |                                   |               |                                                                    |

| Pero 24 marzo 2019, ore 15:00 | Rhinos Milano | 30 – 7 (7-0 9-7 7-0 7-0) referto | Daemons Cernusco | Stadio Comunale Gianni Brera (100 spett.)\| Arbitro: \| Camossa \| |
| Arbitro:                      | Camossa       |                                  |                  |                                                                    |

| Desio 6 aprile 2019, ore 21:00 | Hammers Monza Brianza | 9 – 37 (7-7 2-14 0-13 0-3) referto | Rhinos Milano | The Forge (200 spett.)\| Arbitro: \| M. Bernardi \| |
| Arbitro:                       | M. Bernardi           |                                    |               |                                                     |

| Pero 13 aprile 2019, ore 18:00 | Rhinos Milano | 49 – 6 (14-6 28-0 7-0 0-0) referto | Bengals Brescia | Stadio Comunale Gianni Brera (80 spett.)\| Arbitro: \| P. Moglia \| |
| Arbitro:                       | P. Moglia     |                                    |                 |                                                                     |

| Palermo 4 maggio 2019, ore 13:30 | Sharks Palermo | 29 – 40 (7-7 9-0 13-19 0-14) referto | Rhinos Milano | C.S. Tommaso Natale\| Arbitro: \| Cuppari \| |
| Arbitro:                         | Cuppari        |                                      |               |                                              |

| Pero 11 maggio 2019, ore 19:30 | Rhinos Milano | 33 – 7 (7-7 14-0 6-0 6-0) referto | Gorillas Varese | Stadio Comunale Gianni Brera (50 spett.) |

| Rivarolo Canavese 18 maggio 2019, ore 18:00 | Mastiffs Canavese | 12 – 38 (6-7 6-7 0-6 0-18) referto | Rhinos Milano | C.S. Grande Torino (70 spett.)\| Arbitro: \| M. Bernardi \| |
| Arbitro:                                    | M. Bernardi       |                                    |               |                                                             |

| Pero 25 maggio 2019, ore 18:00 | Rhinos Milano | 28 – 0 (14-0 7-0 7-0 0-0) referto | Blue Storms Busto Arsizio | Stadio Comunale Gianni Brera (100 spett.) |

### Playoff
| Pero 15 giugno 2019, ore 18:00 | Rhinos Milano | 49 – 0 (27-0 13-0 3-0 6-0) referto | Bengals Brescia | Stadio Comunale Gianni Brera (100 spett.)\| Arbitro: \| P. Moglia \| |
| Arbitro:                       | P. Moglia     |                                    |                 |                                                                      |

| Pero 23 giugno 2019, ore 18:00 | Rhinos Milano | 27 – 9 (7-0 7-0 7-3 6-6) referto | Hogs Reggio Emilia | Stadio Comunale Gianni Brera (100 spett.)\| Arbitro: \| A. Maghini \| |
| Arbitro:                       | A. Maghini    |                                  |                    |                                                                       |

| Arbitri: | Sala Buran Colombo Chiello Cuppari Bernini Pagani |

| |           | |
| P. Elmi 9':18" Q1 (TD) 25yd pass from R. Ines G. Arioli Q1 (pat) G. Arioli 2':15" Q1 (FG) 30yd C. Gerges 1':02" Q3 (TD) 2yd run G. Arioli Q3 (pat) D. Gogat 1':09" Q4 (TD) 3yd run G. Arioli Q4 (pat) | Marcatori | L. Sensi 1':05" Q2 (TD) 5yd run L. Nesci 8':04" Q3 (saf) sack at 0yd L. d'Ottavi 4':53" Q3 (TD) 6yd run A. di Giorgio Q3 (pat) T. Alivernini 8':10" Q4 (TD) 6yd run |

## Statistiche di squadra
| Competizione | %Vittorie | In casa | In casa | In casa | In casa | In casa | In casa | In trasferta | In trasferta | In trasferta | In trasferta | In trasferta | In trasferta | Totale | Totale | Totale | Totale | Totale | Totale |
| Competizione | %Vittorie | G       | V       | N       | P       | Pf      | Ps      | G            | V            | N            | P            | Pf           | Ps           | G      | V      | N      | P      | Pf     | Ps     |
| ------------ | --------- | ------- | ------- | ------- | ------- | ------- | ------- | ------------ | ------------ | ------------ | ------------ | ------------ | ------------ | ------ | ------ | ------ | ------ | ------ | ------ |
| Campionato   | 1.000     | 4       | 4       | 0       | 0       | 140     | 20      | 4            | 4            | 0            | 0            | 139          | 60           | 8      | 8      | 0      | 0      | 279    | 80     |
| Playoff      | 1.000     | 3       | 3       | 0       | 0       | 100     | 30      | 0            | 0            | 0            | 0            | 0            | 0            | 3      | 3      | 0      | 0      | 100    | 30     |
| Totale       | 1.000     | 7       | 7       | 0       | 0       | 240     | 50      | 4            | 4            | 0            | 0            | 139          | 60           | 11     | 11     | 0      | 0      | 379    | 110    |

## Statistiche personali

### Marcatori
| Giocatore      | Ruolo | TD rush | TD recv | TD int | TD p.ret | TD k.ret | TD oth | Xp1   | Xp2 | FG  | Saf | Totale |
| -------------- | ----- | ------- | ------- | ------ | -------- | -------- | ------ | ----- | --- | --- | --- | ------ |
| G. Arioli      |       | 0+0     | 7+1     | 0+0    | 0+0      | 0+0      | 0+0    | 31+10 | 0+0 | 3+1 | 0+0 | 101    |
| P. Elmi        |       | 2+2     | 5+2     | 0+0    | 0+0      | 0+0      | 0+0    | 0+0   | 0+0 | 0+0 | 0+0 | 66     |
| C. Gerges      |       | 4+3     | 0+0     | 0+0    | 0+0      | 0+0      | 0+0    | 0+0   | 0+0 | 0+0 | 0+0 | 42     |
| L. Cambrisi    |       | 5+1     | 0+0     | 0+0    | 0+0      | 0+0      | 0+0    | 0+0   | 0+0 | 0+0 | 0+0 | 36     |
| D. Gogat       |       | 2+3     | 0+1     | 0+0    | 0+0      | 0+0      | 0+0    | 0+0   | 0+0 | 0+0 | 0+0 | 36     |
| S. Boni        |       | 0       | 2       | 0      | 2        | 0        | 0      | 0     | 0   | 0   | 0   | 24     |
| A. Peveraro    |       | 0       | 4       | 0      | 0        | 0        | 0      | 0     | 0   | 0   | 0   | 24     |
| N. de Vecchi   |       | 0+0     | 1+0     | 0+0    | 0+0      | 0+0      | 0+0    | 1+0   | 0+0 | 0+1 | 0+0 | 10     |
| L. Assemian    |       | 1       | 0       | 0      | 0        | 0        | 0      | 0     | 0   | 0   | 0   | 6      |
| A. Cerbone     |       | 0+0     | 0+1     | 0+0    | 0+0      | 0+0      | 0+0    | 0+0   | 0+0 | 0+0 | 0+0 | 6      |
| R. de Mas      |       | 0       | 0       | 0      | 0        | 0        | 1      | 0     | 0   | 0   | 0   | 6      |
| G. Garufo      |       | 0       | 0       | 1      | 0        | 0        | 0      | 0     | 0   | 0   | 0   | 6      |
| F. Roccotiello |       | 0       | 1       | 0      | 0        | 0        | 0      | 0     | 0   | 0   | 0   | 6      |
| G. Romanò      |       | 0       | 1       | 0      | 0        | 0        | 0      | 0     | 0   | 0   | 0   | 6      |
| R. Ines        |       | 0       | 0       | 0      | 0        | 0        | 0      | 0     | 1   | 0   | 0   | 2      |
| Team           |       | 0       | 0       | 0      | 0        | 0        | 0      | 0     | 0   | 0   | 1   | 2      |

### Passer rating
| Giocatore  | G   | Att    | Comp  | Int | Yds      | TD   | NFL    | NCAA   |
| ---------- | --- | ------ | ----- | --- | -------- | ---- | ------ | ------ |
| L. Colombo | 1+1 | 12+4   | 10+3  | 0+0 | 83+37    | 1+1  | 137,50 | 185,50 |
| R. Ines    | 8+3 | 167+61 | 98+39 | 5+0 | 1516+646 | 19+4 | 116,15 | 168,64 |
| P. Elmi    | 5+2 | 17+10  | 12+5  | 1+0 | 113+68   | 1+0  | 79,40  | 124,09 |